# Новозаречье
Новозаречье (бел. Новазарэчча) — упразднённая деревня в Чечерском районе Гомельской области Беларуси. Входила в состав Ленинского сельсовета.
В результате катастрофы на Чернобыльской АЭС и радиационного загрязнения жители (30 семей) в 1992 году переселены в чистые места.

## География

### Расположение
В 11 км на юг от Чечерска, 35 км от железнодорожной станции Буда-Кошелёвская (на линии Гомель — Жлобин), 63 км от Гомеля.

### Гидрография
На востоке мелиоративный канал, соединённый с рекой Сож.

## Транспортная сеть
Транспортные связи по просёлочной, затем автомобильной дороге Науховичи — Ровковичи. Планировка состоит из короткой прямолинейной меридиональной улицы, застроенной двусторонне, деревянными усадьбами.

## История
Основана в начале XX века переселенцами из соседних деревень. В 1926 году в Чечерском районе Гомельского округа. С 8 декабря 1926 года до 1931 года центр Новозаречского сельсовета Чечерского района Гомельского (до 26 июля 1930 года) округа. В 1931 году организован колхоз. Согласно переписи 1959 года входила в состав колхоза «XXIV партсъезд» (центр — деревня Себровичи).

## Население

### Численность
- 1992 год — жители (30 семей) переселены.

### Динамика
- 1926 год — 29 дворов 460 жителей.
- 1959 год — 179 жителей (согласно переписи).
- 1992 год — жители (30 семей) переселены.